# Zhijinaphaenops
Zhijinaphaenops is een geslacht van kevers uit de familie van de loopkevers (Carabidae). De wetenschappelijke naam van het geslacht is voor het eerst geldig gepubliceerd in 2002 door Ueno & Ran.

## Soorten
Het geslacht Zhijinaphaenops omvat de volgende soorten:
- Zhijinaphaenops gravidulus Ueno & Ran, 2002
- Zhijinaphaenops lii Ueno & Ran, 2002
- Zhijinaphaenops pubescens Ueno & Ran, 2002